# Ковалевка (Иванковский район)
Ковалевка (укр. Ковалівка) — село, входит в Иванковский район Киевской области Украины.
Население по переписи 2001 года составляло 92 человека. Почтовый индекс — 07204. Телефонный код — 4591. Занимает площадь 0,8 км². Код КОАТУУ — 3222083604.

## Местный совет
07213, Київська обл., Іванківський р-н, с. Піски